# Coal Mine (Sangre Grande)
Coal Mine es una localidad de Trinidad y Tobago, que forma parte de la región de Sangre Grande.

## Geografía
La localidad abarca parte de la isla Trinidad y limita al norte con Maraj Hill y Sangre Chiquito, al sur con Biche y Plum Mitan, al este con Sangre Chiquito y Manzanilla y al oeste con Cunaripo y Four Roads-Tamana.

## Demografía
Datos demográficos de la localidad de Coal Mine:
| Gráfica de evolución demográfica de Coal Mine entre 2000 y 2011 |
|                                                                 |